# Paolo Camillo Landriani
Paolo Camillo Landriani, detto il Duchino (Ponte in Valtellina, 1562 – Milano, 1618), è stato un pittore italiano del tardo Rinascimento attivo soprattutto a Milano.

## Biografia

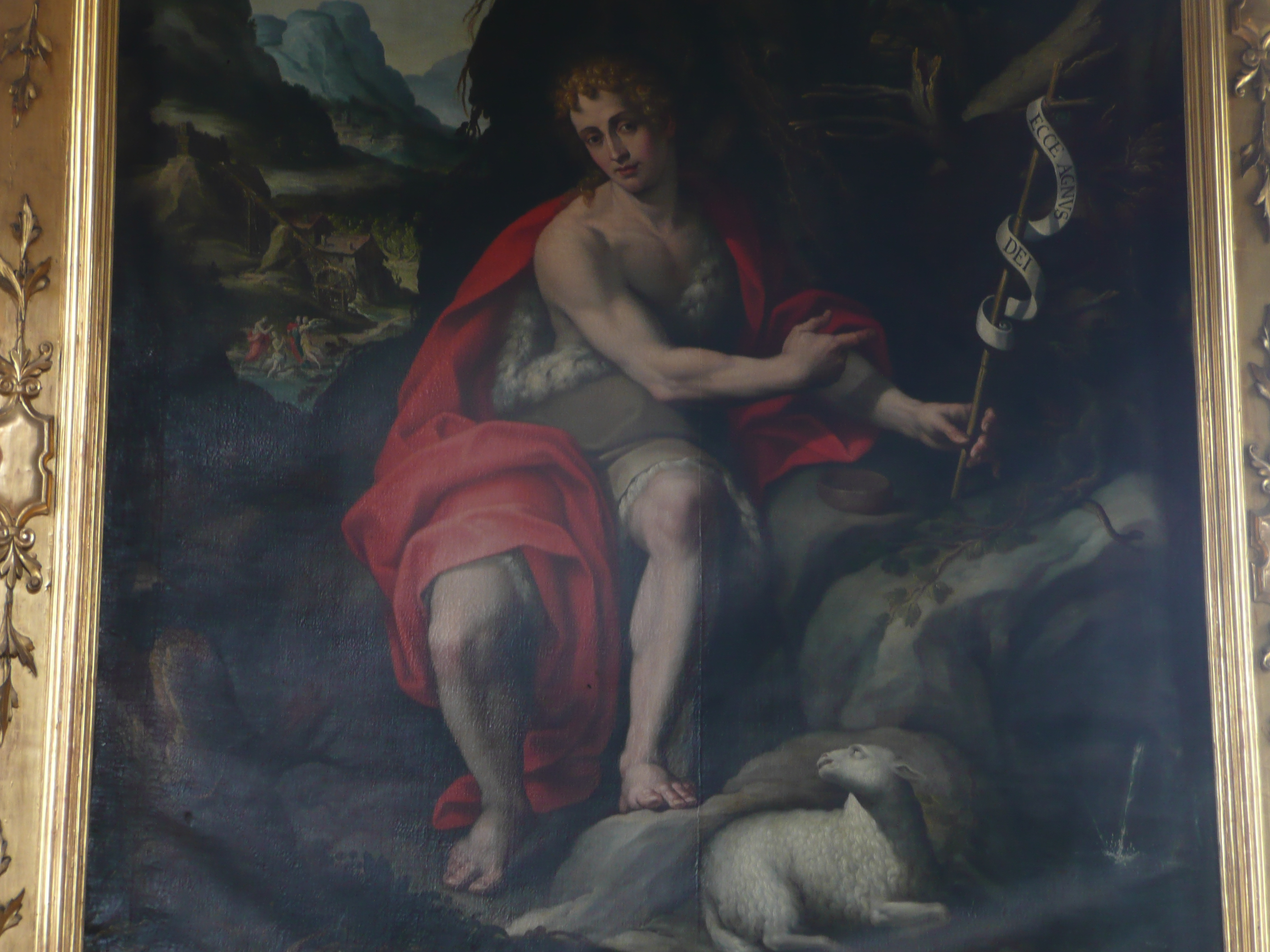
San Giovanni Battista, chiesa di Santa Maria della Passione.

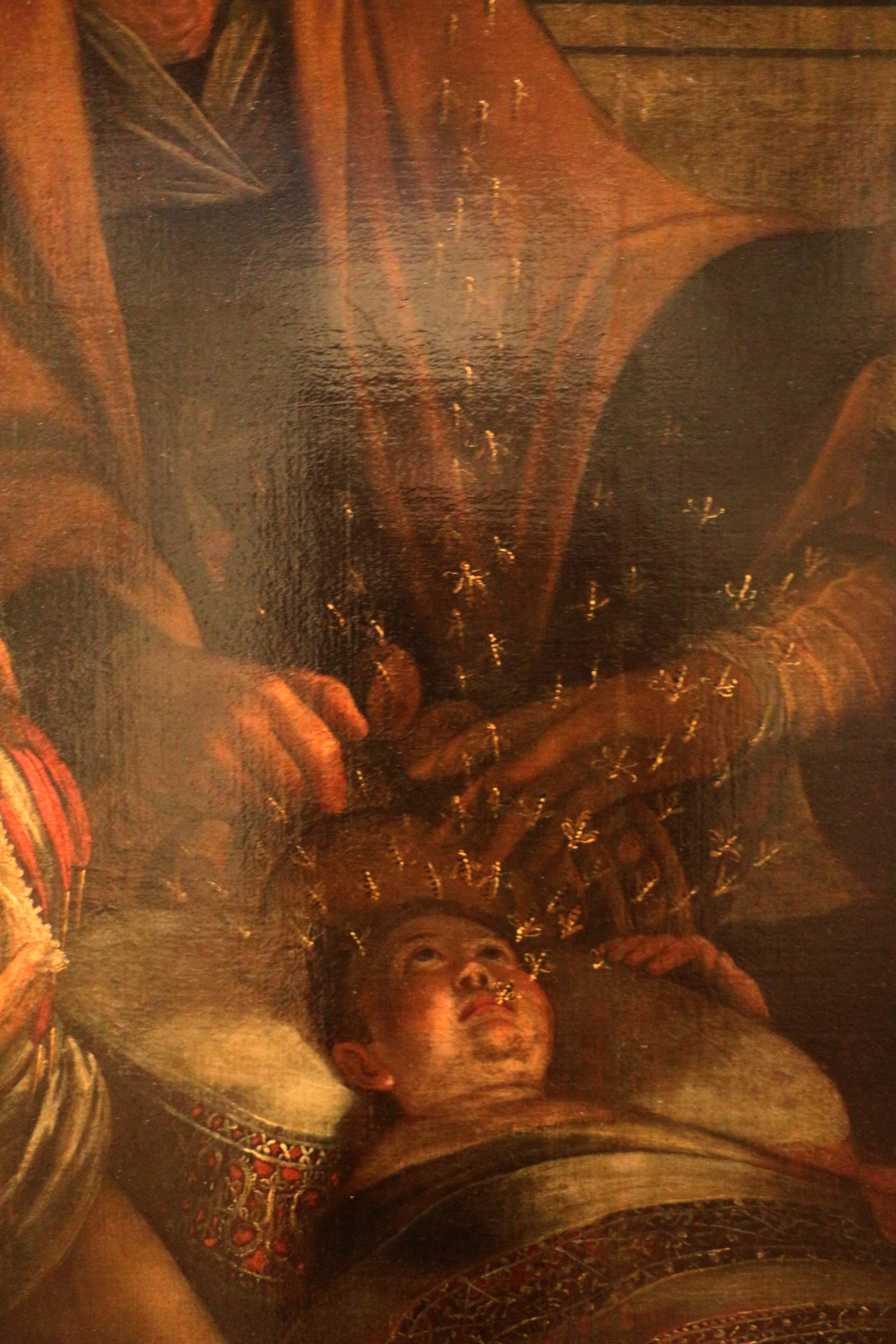
Sant'Ambrogio e il miracolo delle api, particolare, 1605-1618 circa, Pinacoteca del Castello Sforzesco, Milano.

Venne soprannominato il Duchino; fu allievo del pittore genovese Ottavio Semino.
Tra le sue opere più famose, ricordiamo una Natività dipinta per la Basilica di Sant'Ambrogio a Milano ed una Madonna con Bambino realizzata per la chiesa di San Carlo di Castellazzo de' Barzi, oltre alla realizzazione di 12 dei 24 "Quadroni di San Carlo" presenti nel Duomo di Milano. In quest'occasione collaborò anche con Pier Francesco Mazzucchelli, detto il Morazzone, e lavorò come restauratore, autore di 'conciature' delle ancone degli altari, decoratore di ornamenti. Al Duomo realizzò il ciclo della vita di Carlo Borromeo (1602-1604), oltre che il 'ciclo dei miracoli' (1610), e tra le singole opere si distinse per la Fondazione della Casa delle cappuccine (1603) e l'Incontro col Duca di Savoia.
Altra sua opera notevole sono gli affreschi nella Basilica di San Gaudenzio a Novara, nella cappella detta della Natività (seconda a sinistra), in cui troneggia il famoso Polittico della Natività di Gaudenzio Ferrari.
A lui si deve, inoltre, la decorazione del soffitto Salone Margherita (oggi scomparso) del Palazzo Ducale di Milano.
Da ricordare, infine, il San Giacomo di Compostella in Santa Maria del Carmine, il San Isidoro in Santa Maria del Paradiso, il San Giovanni Battista in Santa Maria della Passione, tutte chiese milanesi.